# Indianapolis 500 1999

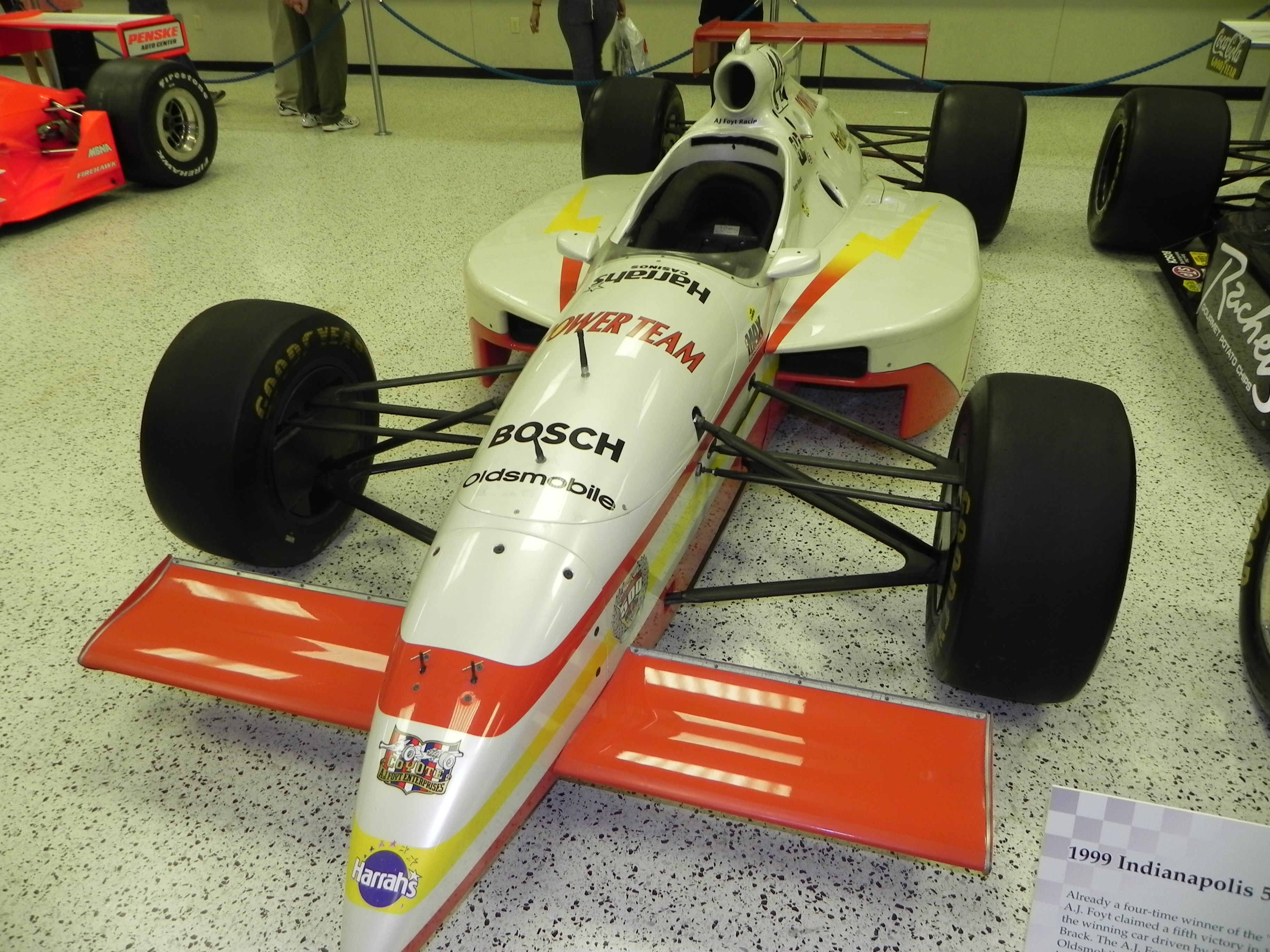
Kenny Bräcks vinnarbil utställd på Indianapolis Motor Speedway Museum.

Indianapolis 500 1999 var ett race som kördes den 30 maj 1999 på Indianapolis Motor Speedway. Kenny Bräck vann tävlingen, vilket var den första segern för en svensk förare i Indy 500, och den enda pallplatsen för en nordisk förare fram tills Marcus Erikssons seger 2022. Bräck tog sig förbi Robby Gordon på det näst sista varvet, när Gordon fick slut på bränsle och tvingades gå in i depå. Det var ägaren A.J. Foyts första seger med sitt A.J. Foyt Enterprises, vilket gjorde att han hade vunnit tävlingen både som förare (fyra gånger) och som ägare. Arie Luyendyk hade pole position med en snittfart på 225,179 mph (362,39 km/h), men kraschade på det 118:e varvet, efter att ha lett 63 varv av tävlingen.

## Resultat
| Plats | Förare                | Team                   | Grid |
| ----- | --------------------- | ---------------------- | ---- |
| 1     | Kenny Bräck           | A.J. Foyt Enterprises  | 8    |
| 2     | Jeff Ward             | Pagan Racing           | 14   |
| 3     | Billy Boat            | A.J. Foyt Enterprises  | 3    |
| 4     | Robby Gordon          | Team Menard            | 4    |
| 5     | Robby McGehee         | Conti Racing           | 27   |
| 6     | Robbie Buhl           | A.J. Foyt Enterprises  | 32   |
| 7     | Buddy Lazier          | Hemelgarn Racing       | 22   |
| 8     | Robby Unser           | Team Pelfrey           | 17   |
| 9     | Tony Stewart          | Tri-Star Motorsports   | 24   |
| 10    | Hideshi Matsuda       | Beck Motorsports       | 10   |
| 11    | Davey Hamilton        | Galles Racing          | 11   |
| 12    | Raul Boesel           | Brant Racing           | 33   |
| 13    | John Hollansworth Jr. | TeamXtreme             | 12   |
| 14    | Tyce Carlson          | Blueprint/Immke Racing | 15   |
| bröt  | Jeret Schroeder       | Cobb Racing            | 21   |
| bröt  | Mark Dismore          | Kelley Racing          | 5    |
| bröt  | Stan Wattles          | Metro Racing           | 20   |
| bröt  | Eddie Cheever         | Cheever Racing         | 16   |
| bröt  | Buzz Calkins          | Bradley Motorsports    | 26   |
| bröt  | Roberto Moreno        | Truscelli Team Racing  | 23   |
| bröt  | Greg Ray              | Team Menard            | 2    |
| bröt  | Arie Luyendyk         | Treadway Racing        | 1    |
| bröt  | Wim Eyckmans          | Cheever Racing         | 29   |
| bröt  | Jimmy Kite            | McCormack Motorsports  | 28   |
| bröt  | Roberto Guerrero      | Cobb Racing            | 25   |
| bröt  | Steve Knapp           | ISM Racing             | 13   |
| bröt  | Scott Goodyear        | Panther Rcaing         | 9    |
| bröt  | Scott Sharp           | Kelley Racing          | 6    |
| bröt  | Donnie Beechler       | Cahill Racing          | 19   |
| bröt  | Sam Schmidt           | Treadway Racing        | 7    |
| bröt  | Jack Miller           | Tri-Star Motorsports   | 28   |
| bröt  | Johnny Unser          | Hemelgarn Racing       | 30   |
| bröt  | Eliseo Salazar        | Nienhouse Motorsports  | 18   |

Följande förare missade att kvalificera sig
- Jaques Lazier
- Lyn St. James
- Mike Groff
- Stéphane Grégoire
- Scott Harrington
- Nick Firestone
- Andy Mirchner